# Friedrich Panzinger
Friedrich Panzinger (ur. 1 lutego 1903, zm. 8 sierpnia 1959) – niemiecki prawnik, oficer SS oraz funkcjonariusz Gestapo. 

## Życiorys
Od września 1943 do maja 1944 roku szef Reichssicherheitshauptamt (RSHA), od września 1943 do maja 1944 dowódca Einsatzgruppe A na terenie Białorusi i w krajach nadbałtyckich. Od sierpnia 1944 roku szef Kriminalpolizei.
Aresztowany w 1946 roku. Sądzony w Moskwie w 1952 roku został skazany na 25 lat więzienia. Deportowany do Niemiec w roku 1955, gdzie przez kilka lat przebywał na wolności. W 1959 roku popełnił samobójstwo w celi po tymczasowym aresztowaniu i postawieniu zarzutów karnych o zabójstwo francuskiego generała Gustave’a Mesny’ego.